# Таганрозька затока

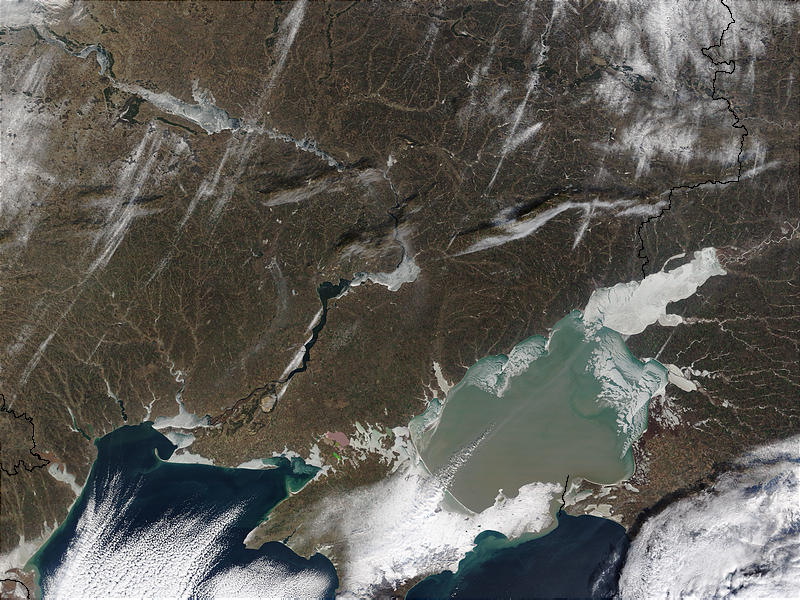
Таганрозька затока взимку, вигляд з космосу

Таганрóзька затóка — найбільша затока Азовського моря, розташована в його північно-східній частині, відокремлена від моря Довгою й Білосарайською косами.

## Загальна характеристика
Таганрозька затока завдовжки близько 140 км, ширина її біля входу — 31 км, пересічна глибина — 5 м, площа — 4665 км². Береги переважно високі, подекуди виступають піщані коси: Крива, Біглицька, Єйська.
У Таганрозькій затоці розташовані піщані острови; до неї вливаються річки: Дон, Кальміус, Міус, Єя. Таганрозька затока замерзає у грудні, скресає у березні.
Найбільші порти: Таганрог, Маріуполь, Єйськ.